# Муравей (Краснодарский край)
Муравей — упразднённый хутор в Отрадненском районе Краснодарского края России. На момент упразднения входил в состав Благодарненского сельского округа. В 1997 хутор исключен из учётных данных.

## География
Располагался на балке Сухая, примерно в 1,3 км (по прямой) к востоку от окраины хутора Кубрань.

## История
По данным на 1925 год сельскохозяйственное товарищество Муравей состояло из 1 хозяйства. В административном отношении входило в состав Кубранского сельсовета Баталпашинского района Карачаево-Черкесской АО Северо-Кавказского края. В 1926 году передан в состав Армавирского округа.
Постановлением заксобрания Краснодарского края от 4 июля 1997 года года № 683-П хутор исключен из учётных данных.

## Население
По переписи 1925 г. на хуторе проживало 165 человек (76 мужчин и 89 женщин).